# Relations entre la Géorgie et le Royaume-Uni

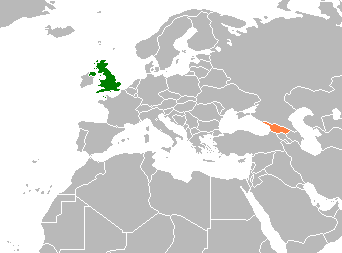
En vert, le Royaume-Uni - En orange, la Géorgie

Les relations entre la Géorgie et le Royaume-Uni font référence aux relations actuelles et historiques entre le Royaume-Uni et la Géorgie. Le Royaume-Uni dispose d'une ambassade à Tbilissi tandis que la Géorgie possède une ambassade à Londres,,.

## Historique
La Grande-Bretagne reconnaît la République démocratique de Géorgie en 1919. Sir Oliver Wardrop (en) est le premier commissaire en chef du Royaume-Uni en Géorgie, de 1919 à 1921. Il est accueilli par le gouvernement de Noé Jordania, qui soutient les efforts de Wardrop pour promouvoir la culture géorgienne et recueillir le soutien des nations occidentales. Les relations sont suspendues en février 1921 après l'invasion de la Géorgie par l'Armée rouge et la création ultérieure de l'Union soviétique.
En avril 1987, le Premier ministre britannique effectue une visite officielle en Union soviétique, le dernier jour elle visite la RSS de Géorgie, en particulier Tbilissi. C'est la première visite du genre en Géorgie. Elle est accueillie par le premier secrétaire du Parti communiste géorgien Jumber Patiashvili. Elle dépose d'abord une couronne sur la tombe du soldat inconnu. Elle rencontre ensuite la foule dans la capitale, Thatcher accueillant les spectateurs avec le mot "gamarojobat". Elle assiste également à un mariage au Palais des Rituels, où elle offre à la mariée et au marié un bol en porcelaine. Dans la soirée, elle assiste à un dîner organisé par le président du Conseil des ministres Otar Cherkezia et d'autres responsables régionaux, au cours duquel elle note la similitude des cultures, notamment le patronage partagé de Saint Georges.
Des relations diplomatiques officielles sont établies en 1992. L'ambassade britannique à Tbilissi ouvre ouverte trois ans plus tard. En réponse à la guerre russo-géorgienne, le gouvernement britannique montre sa solidarité avec la Géorgie, le bureau des Affaires étrangères et du Commonwealth publiant une déclaration appelant au calme et le secrétaire d'état aux Affaires étrangères David Miliband déclarant: "La Russie a étendu les combats aujourd'hui bien au-delà de l'Ossétie du Sud, attaquant le port géorgien de Poti et la ville de Gori, tandis que les forces abkhazes ont bombardé des positions géorgiennes dans la haute vallée de la Kodori. Je le déplore". Le 10 août 2008, des manifestants pro-géorgiens se rassemblent devant l'ambassade de Russie à Londres. Du 21 au 25 mai 2006, le Premier ministre Zourab Noghaïdeli se rend au Royaume-Uni. En novembre 2015, l'ancien Premier ministre Tony Blair se rend en Géorgie, il est accueilli par le Premier ministre Irakli Garibachvili qui l'accompagne sur des sites tels que Mtatsminda Hill,.

## Liens économiques
La Banque européenne pour la reconstruction et le développement (BERD) basée au Royaume-Uni joue un rôle important dans le développement de l'économie géorgienne. Le Royaume-Uni est l'un des plus gros investisseurs en Géorgie. En 2017, il est troisième sur la liste avec des investisseurs directs, après avoir investi un total de 250 millions de dollars cette année-là. Les jumelage des villes de Tbilissi et Bristol, Newport et Koutaïssi affecte l'impact du tourisme, avec une augmentation de 40% du nombre de touristes britanniques en Géorgie en 2017. La Chambre de commerce géorgienne britannique (BGCC) est une organisation commerciale, fondée par Lord Godfrey Cromwell et Mako Abashidze en mars 2007, qui aide à maintenir des contacts commerciaux réguliers. L'ancien officier de l'armée britannique et ancien chef des conservateurs au Parlement européen, Geoffrey Van Orden, déclare qu'en termes de relations économiques, la Géorgie est l'un des "premiers de nos amis à soutenir la Grande-Bretagne après le Brexit et à rechercher un futur partenariat étroit".

## Liens de défense
La Grande-Bretagne a une histoire avec les forces armées géorgiennes lors de la guerre en Afghanistan. En mars 2016, les forces armées britanniques annoncent la création d'un poste d'attaché de défense en Géorgie. En mai 2017, l'élève-officier géorgien Alexander Papavadze est nommé meilleur cadet d'outre-mer de l'Académie royale militaire de Sandhurst et reçoit une offre présentée pour la première fois dans l'histoire de la RMA, devenir instructeur.